# Inundación en la tierra de Baath
Inundación en la tierra de Baath o  ALA-LC: alfayadanat fi 'ard albaeth (en árabe: 'طوفان في بلد البعث'‎) es una película documental siria, producida por The General Establishment of Cinema, Siria; dirigida por el director Omar Amiralay, en 1974, y 48 min de duración.
Sin hacer ningún comentario o crítica de la política del Partido Baas, en Siria, la película muestra los efectos devastadores en el pueblo de la pequeña altabah, a más de 400 km, y lejos de la ciudad de Damasco, después de la construcción de la presa del Éufrates.
Su primera película, cuando él era muy entusiasta del proceso de modernización del país bajo la bandera del Partido Baas Árabe Socialista, en donde, la construcción de la primera presa grande construido en el río Éufrates glorifica y es el orgullo de Siria. 

"La película fue presentada en el contexto de una campaña política contra el régimen sirio y su uso por Al Arabiya como una herramienta para provocar a las autoridades", dijo Amiralay.

El documental comienza con un ritmo lento, ofreciendo entrevistas con estudiantes y profesores incluso funcionarios del gobierno, que recitan consignas alabando y glorificando al líder Presidente del Partido Baas; y, es una dura condena al régimen sirio a través de su interpretación de los efectos económicos y sociales de la destructiva desastroso infligido a la sociedad siria tras 35 años de gobierno del Partido Baaz.
Cuando el director Omar Amaralay, hijo de Damasco, decide mudarse al campo de Siria para explorar una realidad que puede parecer dura, demuestra que sus películas no son solo una industria sino una experiencia y una oportunidad para examinar la relación entre el hombre y su realidad. En la década de 1970, en sus primeros tres experimentos en un intento de salvar el Éufrates y la vida cotidiana en el pueblo de Siria y la película de pollo en la aldea de Sadad, vemos estas películas como una referencia y una pregunta en su investigación como ser humano y como director de documentales. La realidad habla de sí misma después del revés.
El filme logró el ranking #45 en el Festival de cine internacional de Dubái, en 2013, de una lista de las cien top filmes árabes.